# Pilosocereus tuberculosus
Pilosocereus tuberculosus là một loài thực vật có hoa trong họ Cactaceae. Loài này được Rauh & Backeb. ex Byles & G.D. Rowley miêu tả khoa học đầu tiên năm 1957.